# Рамингининг (аэропорт)
Аэропорт Рамингининг (англ. Ramingining Airport) — небольшой региональный аэропорт, располагающийся в местечке Рамингининг, Северная территория, Австралия. В 2005 году аэропорт потратил AU$ 32,965 на реконструкцию.